# Отклик-ответ
Отклик-ответ (англ. Call and response) — форма взаимодействия между оратором и аудиторией, в которой утверждения говорящего («отклики») перемежаются ответами слушателей. Эта форма также используется в музыке, где попадает под общую категорию антифонии.

## Африканская культура
В африканских культурах «отклик и ответ» — это широко распространённый образец демократического участия — в общественных собраниях, в обсуждениях гражданских дел, в религиозных ритуалах, а также в вокальном и инструментальном музыкальном выражении. Африканские рабы и рабы колонизированные в Америку веками продолжали эту практику в различных формах выражения — в религиозных обрядах; публичных собранияз; даже в детских стишках; и, что особенно важно, в музыке в её различных формах: блюзе, джазе, госпеле, ритм-энд-блюзе, соуле, хип-хопе и гоу-гоу. Многие рабочие песни, используемые на плантациях порабощёнными мужчинами и женщинами, также содержат формат отклика-ответа. Рабочие песни афроамериканских женщин включают в себя формат отклика-ответа, который способствует диалогу. В современных афро-американских богослужениях, где также широко распространён формат отклика—ответа, пастор обращается к своим прихожанам, чтобы вызвать восторженный ответ. Например, «Могу ли я услышать аминь?» или «Поднимите руки и воздайте Ему хвалу!».
Формат отклика-ответа проистекает из исторических африканских корней, которые послужили основой для афроамериканских культурных традиций. Этот формат стал диаспорной традицией, и стал частью культурного кода африканцев и афроамериканцев, создавших новую, уникальную традицию в Соединённых Штатах.
Несмотря на то, что рабовладельцы поощряли обращение рабов в христианство, африканские рабы по-прежнему практиковали свою собственную форму религиозного празднования, которая называлась рабским христианством. Но антифония, своего рода отклик-ответ в англиканском богослужении, на протяжении веков также была частью официальных служб на Юге. Афроамериканцы использовали эту традицию в своих повседневных целях, а также выбирали темы из христианства, которые имели для них наибольшее значение.